# Etinilestradiol
El etinilestradiol es un estrógeno derivado del estradiol, activo por vía oral indicado en fórmulas que producen la píldora anticonceptiva. El etinilestradiol fue el primer análogo del estrógeno sintetizado en Berlín en 1938, y es uno de los medicamentos más usados en el mundo.

## Farmacología
El estradiol se absorbe  por vía oral, pero es rápidamente inactivado por el hígado mediante oxidación del hidroxilo. La sustitución del carbono 17 con un grupo etinil le otorga al estrógeno gran resistencia a la degradación del hígado, por lo que le abrió el paso al desarrollo de anticonceptivos orales.
El etinilestradiol se absorbe en el intestino delgado y alcanza un pico en el plasma sanguíneo unas 2 horas después. Luego pasa por un extenso metabolismo en el hígado asociado a la enzima citocromo P450 CYP3A4. Los metabolitos del etinilestradiol se excretan por la bilis en las heces y por la orina como conjugados de glucurónido y sulfatos. Debido al efecto de la circulación enterohepática, se observa un segundo pico de concentración sanguínea varias horas después. En la circulación sanguínea, el etinilestradiol se une casi por completo a la albúmina.

## Indicaciones
El etinilestradiol es efectivo en la activación de receptores del estrógeno, por lo que se considera un estrógeno. Su uso más frecuente se da en combinación con progestina para la preparación de anticonceptivos orales. Por ejemplo, el parche transdérmico de norelgestromina y etinilestradiol se usa para prevenir el embarazo. Con el paso del tiempo y la experiencia en el uso de formulaciones orales, se ha reducido la concentración del etinilestradiol desde 100 μg hasta los 20 μg. 
Por sí sola, el etinilestradiol ha sido usado para el manejo de los síntomas de la menopausia y en casos de hipogonadismo femenino.